# Operador normal
Em matemática, sobretudo na análise funcional, um operador normal em um espaço de Hilbert {\displaystyle H} é um operador linear limitado {\displaystyle N:H\to H\,} que comuta com seu adjunto {\displaystyle N^{*}\,}.
{\displaystyle N\,N^{*}=N^{*}N\,}
Operadores normais exercem um papel central no teorema espectral.
Um operador linear limitado é normal se e somente se {\displaystyle \|Tx\|=\|T^{*}x\|\,} para todo {\displaystyle x\,}.

## Exemplos
- Operadores unitários ( {\displaystyle N^{*}=N^{-1}} )
- Operadores auto-adjuntos ( {\displaystyle N^{*}=N} )
- Operadores positivos ({\displaystyle N=MM^{*}})
- Operadores projeção ortogonals ({\displaystyle N=N^{*}=N^{2}})
- Matrizes normais